# Табачный, Геннадий Матвеевич
Геннадий Матвеевич Табачный (1912 — 1971) — советский работник промышленности, слесарь Севастопольского морского завода, Герой Социалистического Труда (1966).

## Биография
Родился 31 августа 1912 года.
С 1932 года и до конца своей жизни работал на Севморзаводе, много лет руководил бригадой. В годы Великой Отечественной войны вместе с заводом эвакуировался на кавказские базы флота, работал в Батуми.
Был членом КПСС, секретарем Балаклавского райкома КПУ, членом президиума районной ветеранской организации.
Умер 14 июля 1971 года, похоронен в Севастополе на кладбище Коммунаров.

## Награды
- Герой Социалистического Труда (25 июля 1966)
- Орден Ленина (25.07.1966)
- Орден Трудового Красного Знамени (9.10.1952)
- Медаль «За боевые заслуги» (9.11.1944)
- Три медали «За трудовую доблесть» (9.03.1950, 2.10.1950, 12.12.1960)
- Медаль «За оборону Севастополя»
- другие медали
- Почётный гражданин Севастополя (25 октября 1967 года, за работу на Севморзаводе, активную общественную деятельность и особый вклад в развитие народного хозяйства).[4][неавторитетный источник]